# 達夫 (密蘇里州)
達夫（英語：Dove）是位於美國密蘇里州拉克利德縣的非建制地區。

## 歷史
達夫的郵局於1899年設立，其後於1929年停運。

## 地理
達夫所處的海拔為高於海平面357米（即1171英呎），而該地所採用的時區為UTC-6，即北美中部時區（CST）。同時該地設有夏令時間，為UTC-6調快一小時，即UTC-5（CDT）。